# Bevatron
El Bevatron (Bilions d’eV [ a ] Synchrotron) va ser un accelerador de partícules, més exactament un sincrotró de protons de foc feble , situat al Lawrence-Berkeley National Laboratory, als Estats Units. Operat a partir del 1954, va permetre el descobriment de l'antiprotó el 1955, cosa que va resultar en el Premi Nobel de Física per a Emilio Gino Segrè i Owen Chamberlain el 1959.

## Bevalac
El Bevatron va rebre una nova vida el 1971, quan es va unir a l'accelerador lineal SuperHILAC com a injector d'ions pesats. La combinació dels dos dispositius va ser dissenyada per Albert Ghiorso, que el va anomenar Bevalac. Podria accelerar una gran varietat de nuclis estables a energies relativistes. Finalment es va desactivar el 1993.